# Jardins de Métis

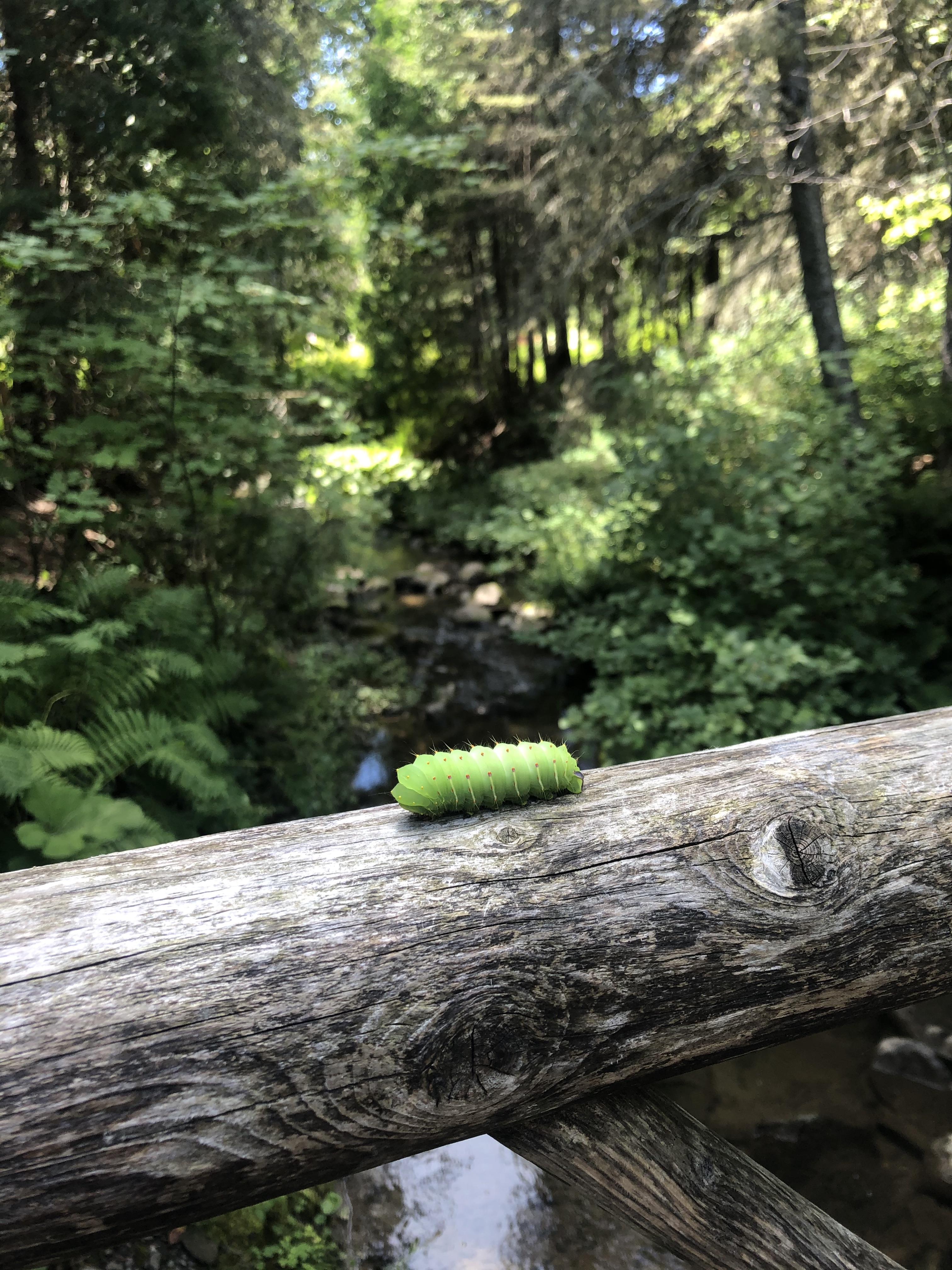
Une chenille

Les Jardins de Métis sont des jardins à l'anglaise situés à Grand-Métis au Québec. Ouverts au public depuis 1962, ils sont devenus un lieu historique national en 1995 et sont reconnus internationalement comme une œuvre exceptionnelle d’art horticole. Ils sont également classés comme site patrimonial en vertu de la Loi sur le patrimoine culturel du Québec depuis 2012.

## Description
La superficie des jardins, situés près du confluent de la rivière Mitis et du fleuve Saint-Laurent, est d'environ 18 hectares. Outre plusieurs jardins et boisés, on trouve sur le site la Villa Estevan, l'ancienne maison du gardien, le pavillon d'accueil, des bâtiments secondaires, dont un petit musée d'instruments de jardinage, un ruisseau et un étang.
Les Jardins de Métis sont le fruit du travail d'Elsie Reford qui, entre 1926 et 1958, transforma son camp de pêche en jardin botanique. Quelque 3 000 espèces et variétés de plantes sont réparties dans une quinzaine de jardins. En raison du microclimat de l'endroit, on y trouve des espèces rares telles que le pavot bleu de l'Himalaya et l'érable rouge du Japon. Elle est également l'une des premières à cultiver les azalées au Québec. L'ensemble constitue un bel exemple des jardins d'inspiration anglaise aménagés au cours du XXe siècle.
Dans la Villa Estevan, résidence d'été datant de 1887, une exposition permanente relate le passé de la famille Reford. De plus, l'on y retrouve des expositions temporaires et c'est à cet endroit que se déroulent certains événements spéciaux l'été ; brunchs musicaux, thés littéraires, concert en plein air, mariages, etc.

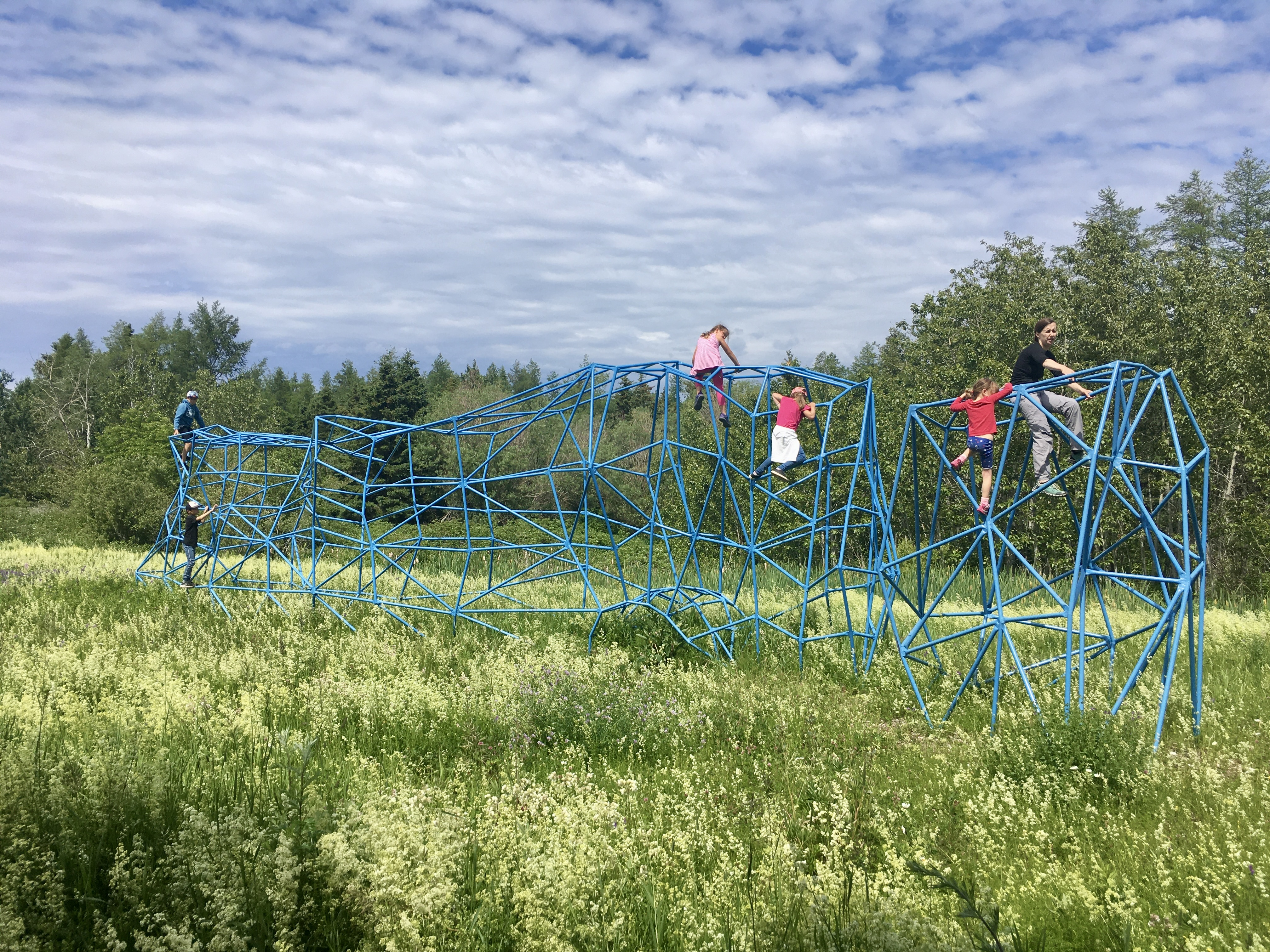
Œuvre d'art contemporain par Humà Design

Des œuvres d’art contemporain parsèment le parcours et s’intègrent avec harmonie aux jardins historiques. De plus, chaque année, depuis l'an 2 000, des architectes de paysage, architectes et artistes de réputation internationale viennent créer des jardins contemporains dans le cadre du festival international de jardins de Métis. Cet événement permet aux visiteurs d’explorer l’art contemporain et aux enfants de s’amuser à travers des installations ludiques et interactives.

## Histoire
Les Jardins de Métis ont été réalisés par Elsie Reford qui, entre 1926 et 1958, transforma le camp de pêche qu'elle a hérité de son oncle, George Stephen, en jardin botanique.
Elle lègue le domaine, en 1954, à son fils Bruce qui le vend, en 1961, au gouvernement du Québec. Les jardins sont ouverts au public dès l'année suivante.
Les jardins de Métis ont été désignés lieu historique national le 6 juillet 1995 par la commission des lieux et monuments historiques du Canada. Le 6 juin 2013, ils ont été classés site patrimonial par le ministère de la Culture et des Communications.

## Galerie

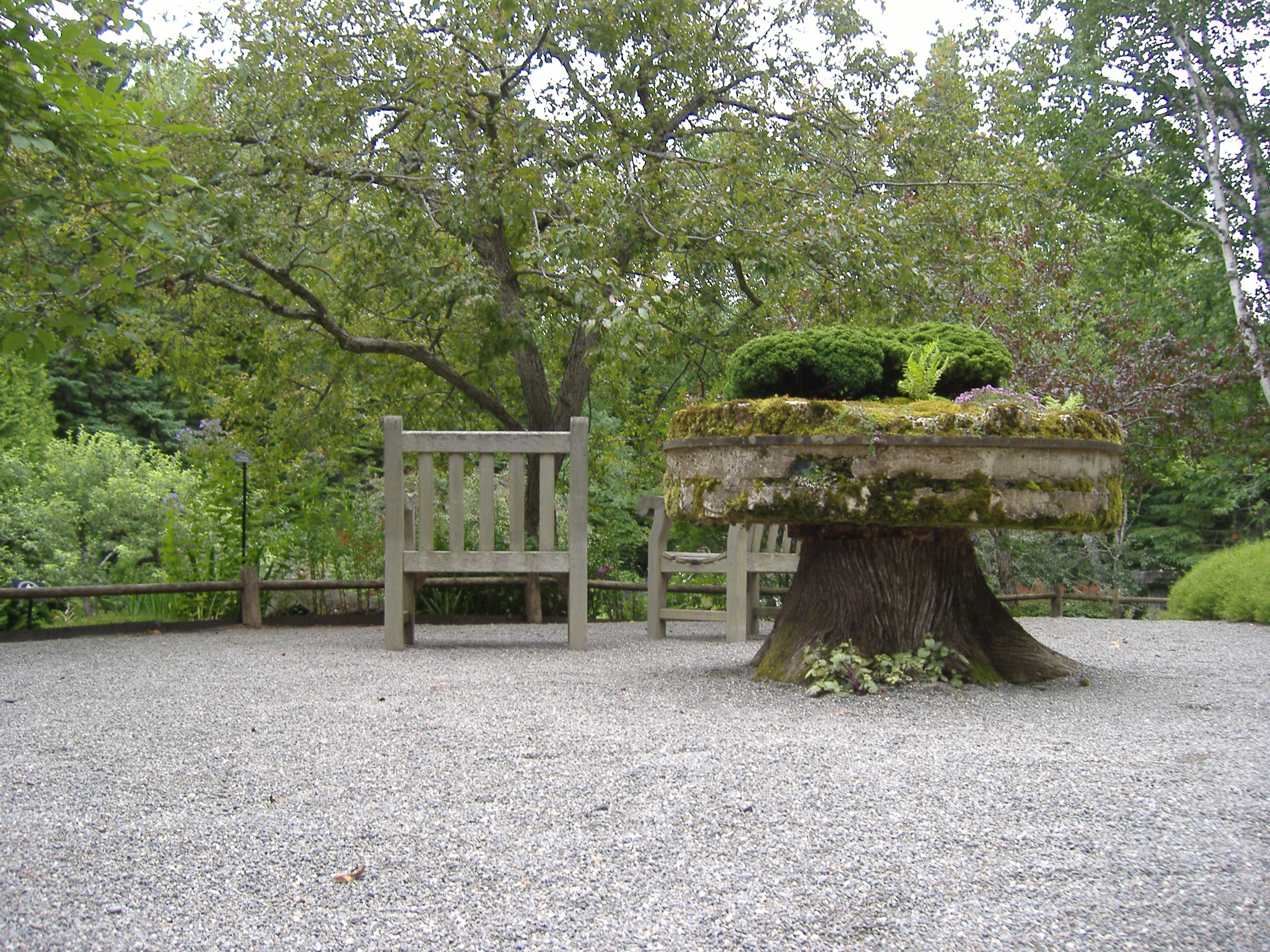
Aire de détente, 2009
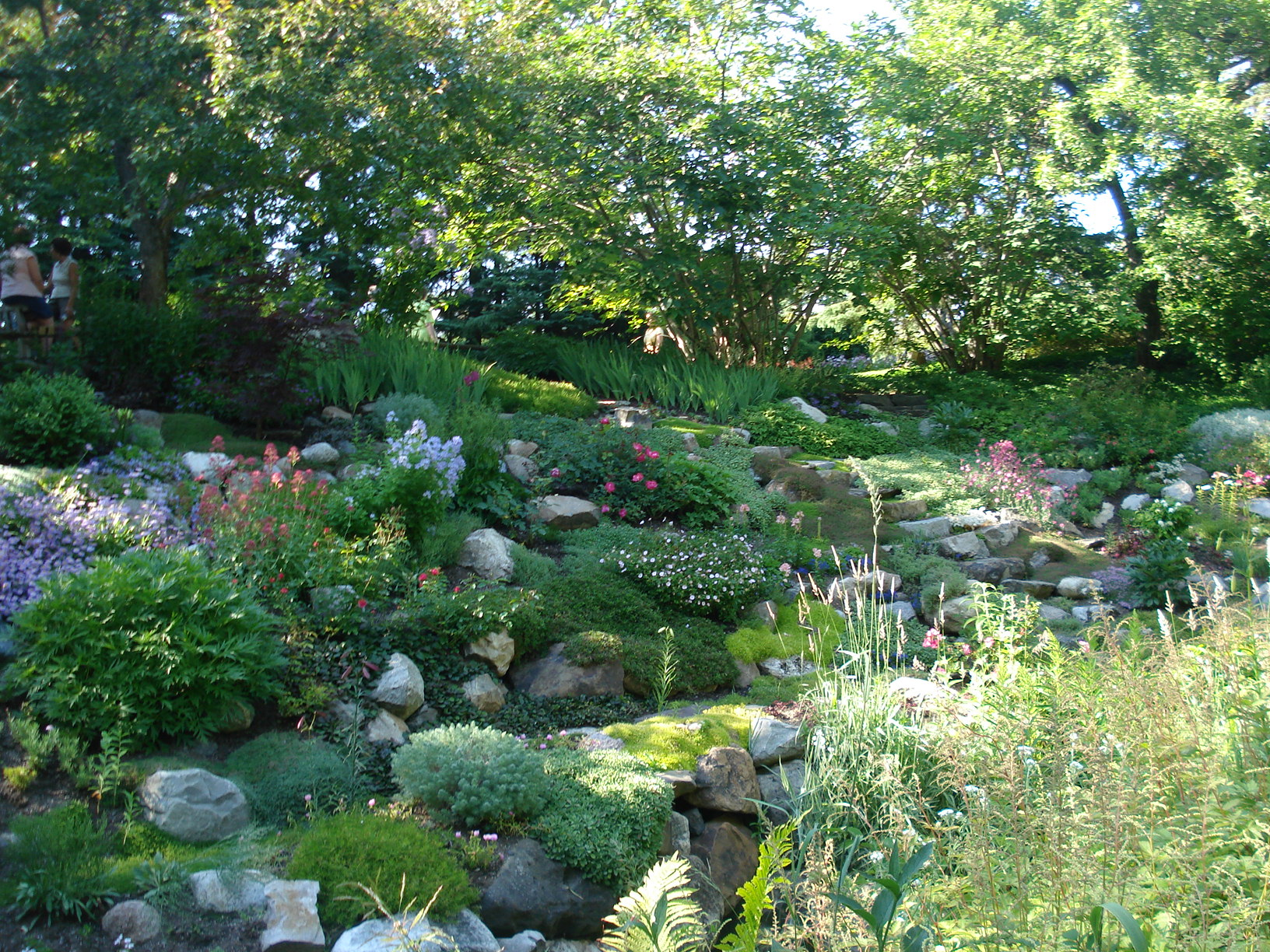
Jardins de Métis
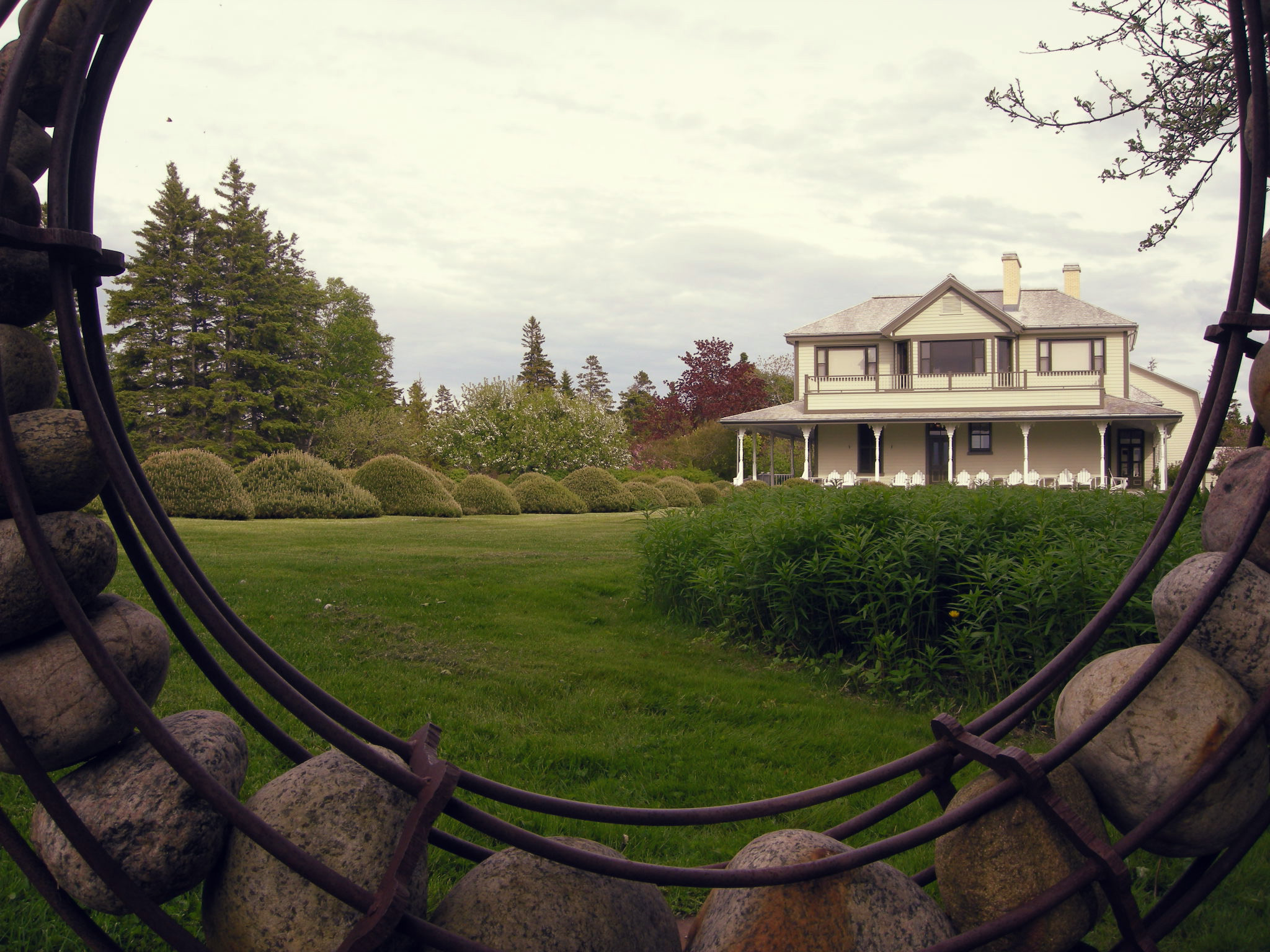
Villa Estevan, 2009
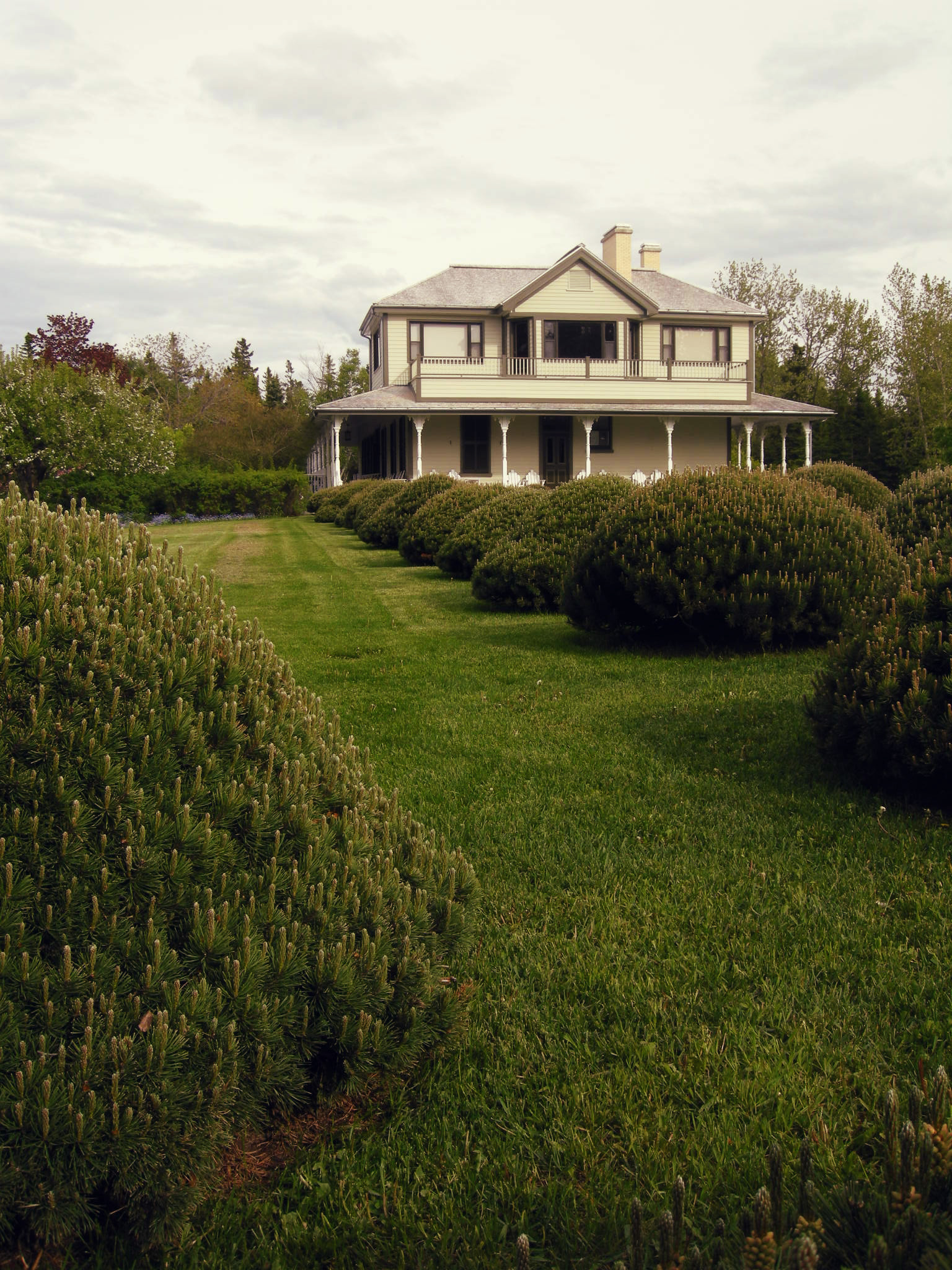
Villa Estevan, 2009
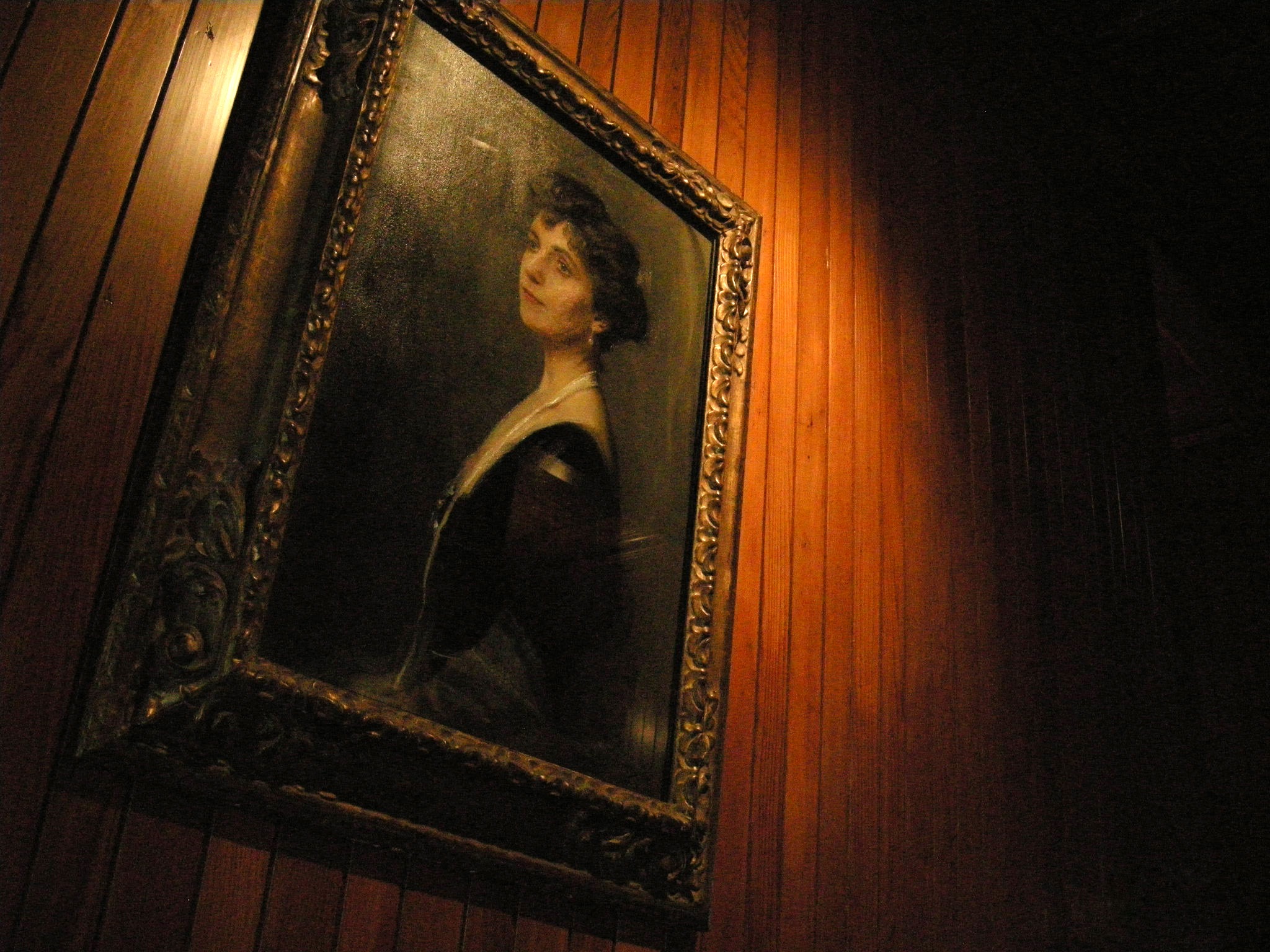
Portrait d'Elsie Reford
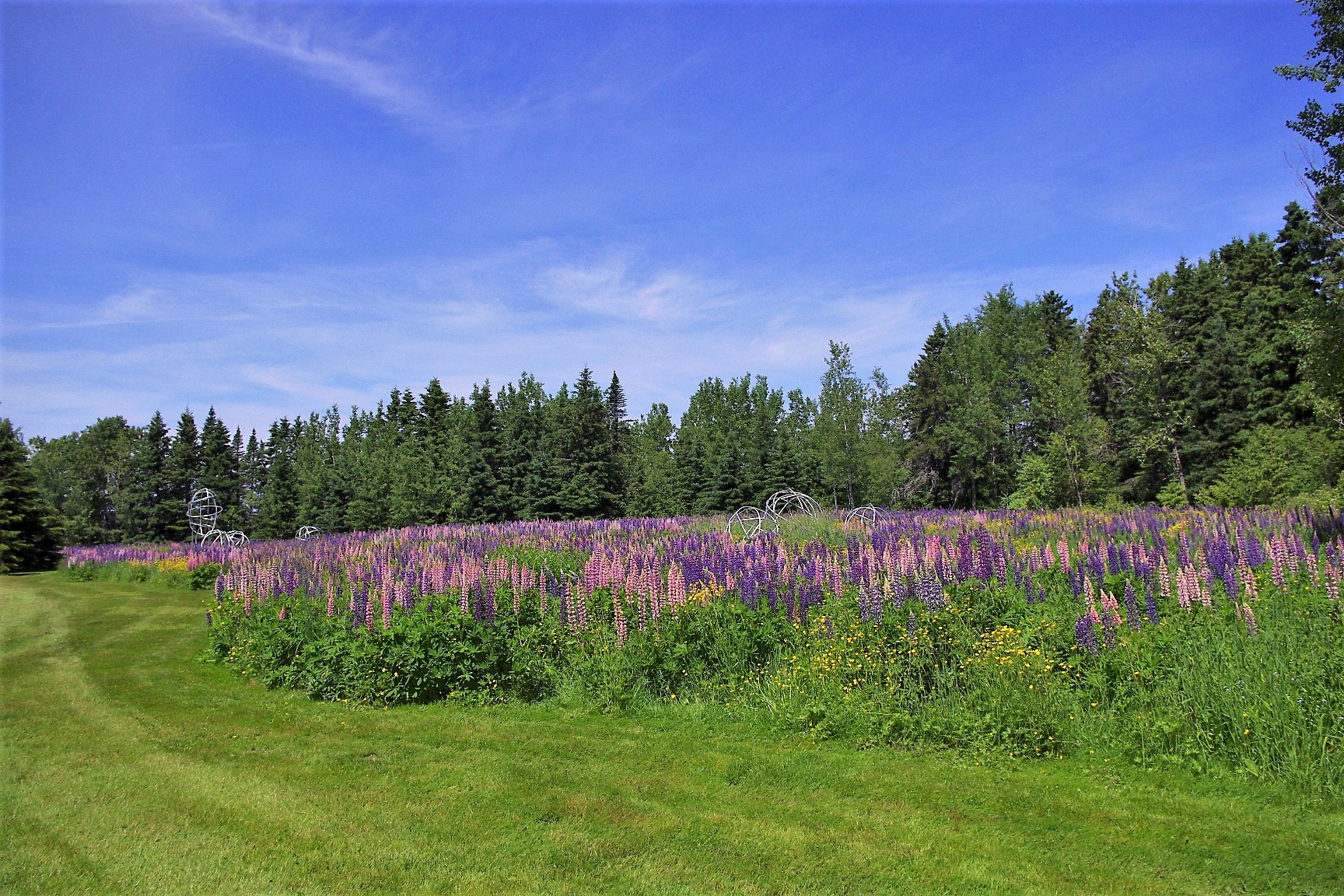
Reford Garden
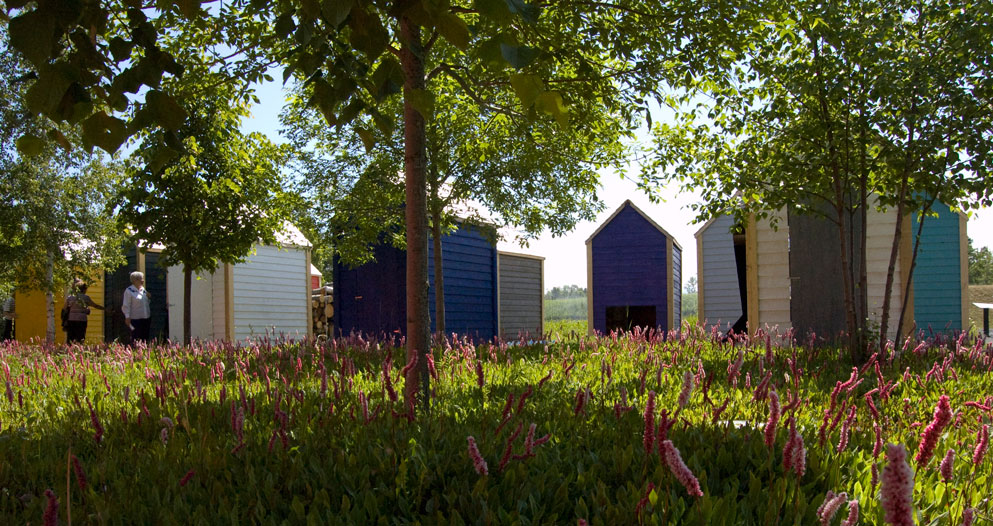
Every Gardens Need a Shed & a Lawn, 10e édition du Festival international de jardins
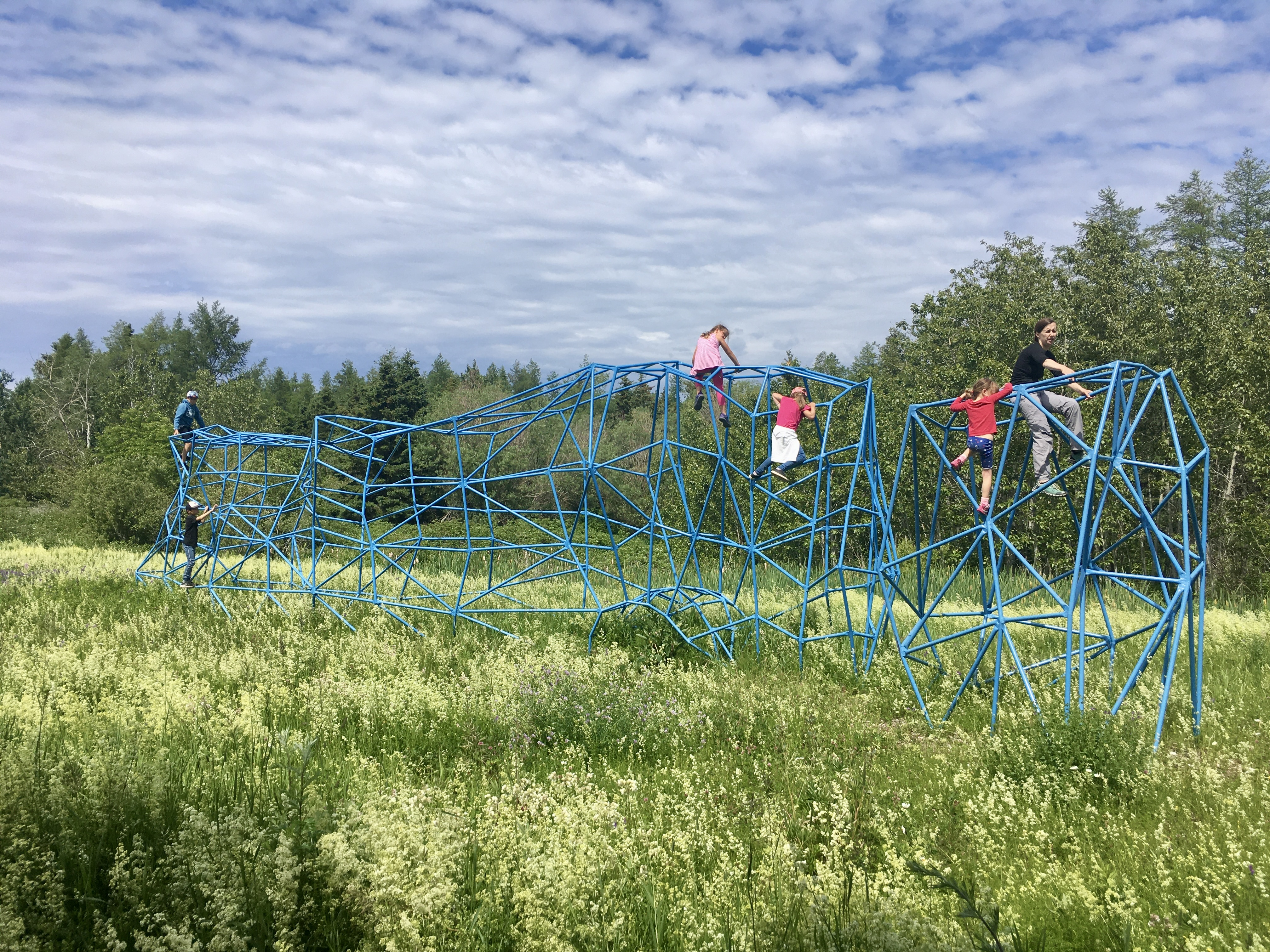
Le Rocher très percé - Humà Design

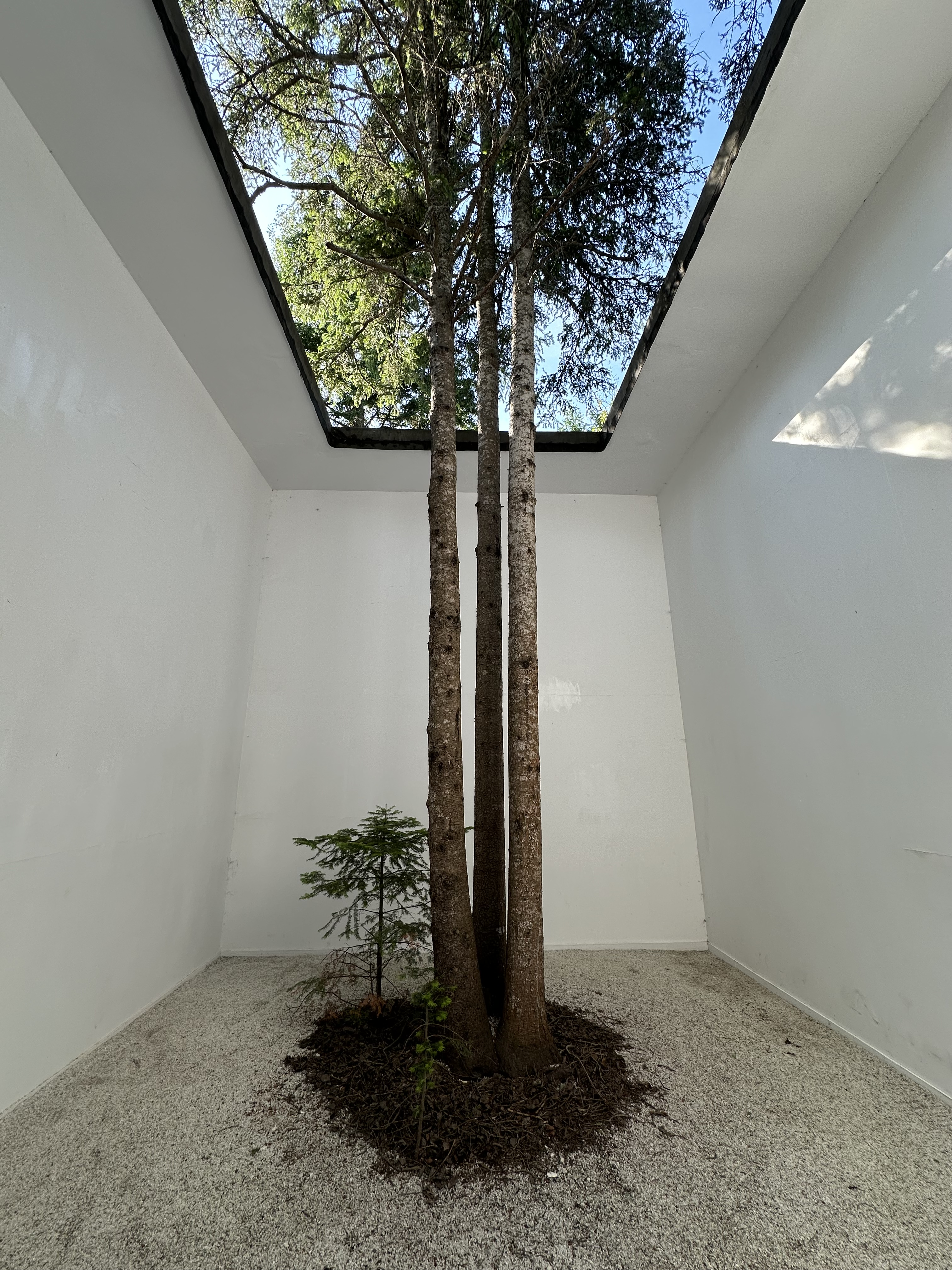